# Dassault Falcon 5X
Il Dassault Falcon 5X è stato un business jet di alta gamma, bigetto monoplano ad ala bassa, progettato dall'azienda aeronautica francese Dassault Aviation negli anni duemiladieci. Il programma Falcon 5X, lanciato nel 2013, è stato annullato il 13 dicembre 2017.
Modello appartenente alla famiglia dei Falcon, il cui assemblaggio è iniziato a fine 2013 negli stabilimenti di Argenteuil, questo bireattore si presenta come un modello ingrandito, anche per via della fusoliera più larga, del Falcon 2000, anch'esso bimotore. L'aereo è stato annunciato al salone NBAA (National Business Aviation Association) nell'ottobre 2013.
L'aereo è stato portato in volo per la prima volta il 5 luglio del 2017, ma il ritardo nella realizzazione dei motori da parte della Snecma ha portato il costruttore a decidere l'abbandono del progetto il 13 dicembre 2017. Il programma 5X è sostituito dal nuovo programma 6X, lanciato il 28 febbraio 2018.

## Storia del progetto
Il programma del Falcon 5X era all'inizio chiamato "SMS" (per super mid-size) fino alla presentazione ufficiale durante la convention annuale della National Business Aviation Association del 21 ottobre 2013 a Las Vegas.
La concezione di questo bimotore di 9 630 km di autonomia si è orientata verso la possibilità di offrire la più larga cabina sul mercato dei business jet. Essa misura 1,98 metri di altezza per 2,58 di larghezza e per 11,79 di lunghezza (esclusi la cabina di pilotaggio e il compartimento a bagagli), e ciò permette di accogliere fino a 14 passeggeri.
L'illuminazione naturale è assicurata da 28 oblò e da un oblò speciale situato sulla parte superiore della fusoliera per aumentare la luminosità della cabina.
L'aereo avrebbe dovuto essere equipaggiato con due motori turboventola di nuova generazione (Snecma Silvercrest) sviluppati da SAFRAN/Snecma, sviluppanti ognuno una spinta di 50,93 kN che avrebbero dovuto offrire un rapporto di diluizione pari a 6. Tuttavia, ritardi nella messa a punto di questi motori hanno ritardato il primo volo dell'aereo, che era previsto per il 2015, a non prima del 2017 con l'entrata in servizio prevista per il 2020.
Il Falcon 5X era dotato di un'ala di elevata efficacia, ottimizzata grazie all'uso della simulazione informatica dei fluidi (CFD) e ai test in galleria del vento. La superficie alare aveva una freccia alare di 33º e un bordo d'uscita incurvato molto specifico con l'obiettivo di aumentare il buffeting del 15%, per aumentarne la sicurezza.
Il primo volo è stato effettuato il 5 luglio del 2017, ma il ritardo accumulato nella realizzazione dei propulsori ha indotto il costruttore a cancellare il programma del Falcon 5X, come annunciato al pubblico il 13 dicembre dello stesso anno. Il 28 febbraio 2018, in sostituzione del Falcon 5X, è stato lanciato il Falcon 6X.